# Remigius
Remi de Strasbourg ou Remigius, Remedius ( - † 783) est un bienheureux, fondateur de l'ancienne abbaye Sainte-Sophie et l'église Saint-Trophime d'Eschau, le 28e (ou 24e) évêque de Strasbourg sous le règne de Charlemagne. Sa fête est le 20 mars.

## Famille
Remi de Strasbourg était petit-fils d'Etichon-Adalric d'Alsace.
Il était notamment neveu de sainte Odile, fondatrice et abbesse de l'abbaye de Hohenbourg, patronne de l'Alsace.
Etichon-Adalric était tellement violent que le père de Remi, comte Hugues, fut tué par son propre père, en faveur de sa sœur aveugle Odile. Remi était le troisième et dernier fils du comte, et il avait donc deux frères aînés, comte Bodole ou Bodale ( - † vers 754) et comte Bleonus ( - † avant 748).

## Fondation de l'abbaye et l'église Saint-Trophime à Eschau
Devenu orphelin, Remi grandit à l'abbaye de Munster. Le neveu de future sainte Odile y succéda à l'abbé Agoalde, à la suite de son décès. Toutefois, selon la chronique de l'abbaye, il renonça à cette fonction en 768, en quittant l'abbaye de Munster.
Ensuite, vers 770, il fonda sa propre abbaye. En désirant non seulement l'évolution du diocèse mais aussi le perfectionnement de lui-même, il cherchait un lieu idéal. C'était enfin l'île d'Eschau qu'il trouva pour ces objectifs. Cet établissement religieux - un monastère et une église abbatiale - fut consacré à la Sainte Vierge ainsi qu'au martyr saint Trophime. Grâce à ses deux nièces, Adale et Rodune ou Ruchuine, filles du comte Bodole, l'abbaye fut bien établie. En lui donnant tous leurs biens, elles devinrent successivement les première et deuxième abbesses.

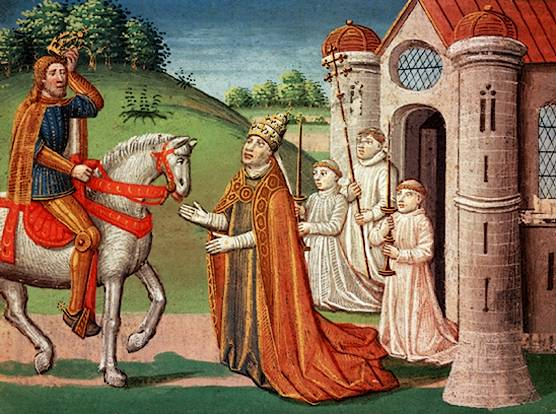
Le pape Adrien Ier et Charlemagne.

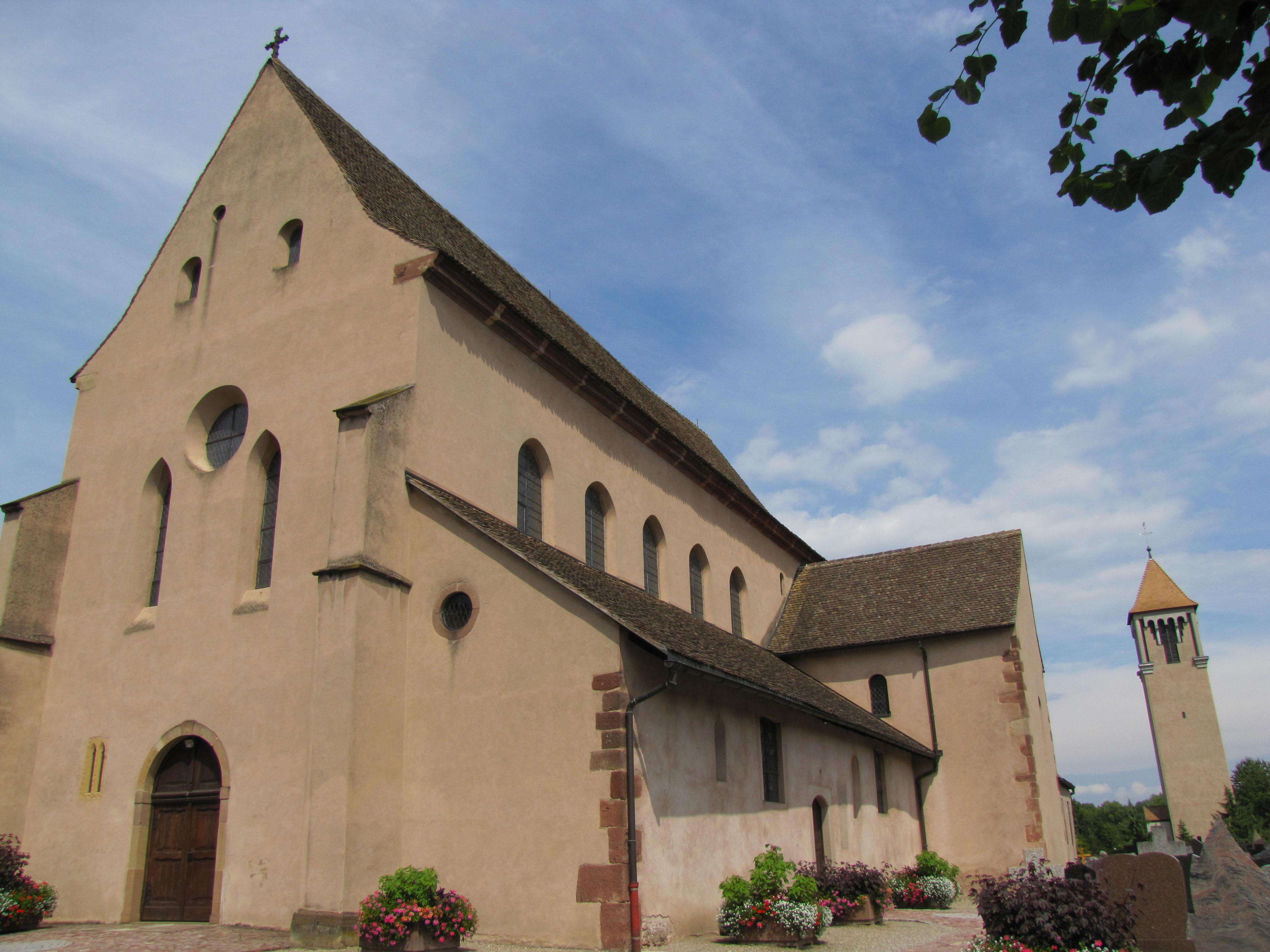
Église abbatiale Saint-Trophime d'Eschau fondée par Remi de Strasbourg vers 770.

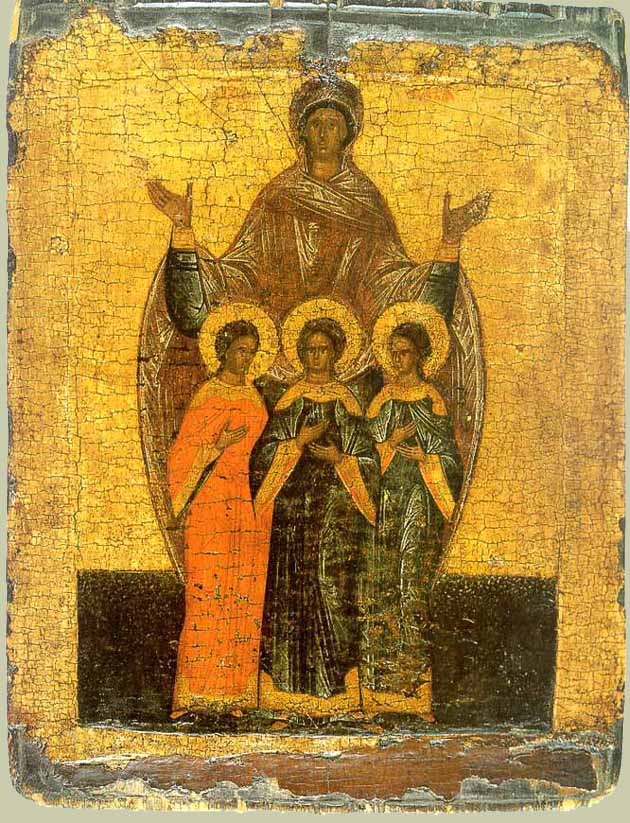
Sainte Sophie de Rome et ses trois filles.

Comme l'établissement manquait de relique, Remi partit à Rome. Il fut singulièrement accueilli par le pape Adrien Ier qui lui octroya des reliques de sainte Sophie et celles de ses trois filles, Foi, Espérance et Charité.

En dépit des dangers sur la route de l'époque, les reliques arrivèrent sans accident à Eschau le 10 mai 777. Selon cet événement, l'abbaye bénédictine devint abbaye Sainte-Sophie. D'après le testament de Remi, rédigé le 15 mars 778, cette date est bien confirmée. 

« ... (Il les avait) lui-même rapportées de Rome jusque dans cette région, sur ses épaules, en grande pompe, et déposées dans l'église abbatiale consacrée à saint Trophime. »

À la suite de l'arrivée de ces reliques, le pèlerinage vers Eschau était si florissant qu'un hôpital fut fondé en 1143. De plus, l'église et l'abbaye étaient toujours reliées aux évêques de Strasbourg.

## Évêque de Strasbourg
Remi fut nommé évêque de Strasbourg,, à la suite du décès, le 8 mars 776, de son cousin germain Heddon, qui était également petit-fils d'Etichon-Adalric d'Alsace. Il jouit, comme le prédécesseur Heddon à qui Charles Martel avait octroyé cet évêché, de la faveur de Charlemagne,.
À cette époque-là, selon la volonté de feu Martel qui avait battu les troupes musulmanes entre Tours et Poitiers, l'abbé de Saint-Denis Fulrad fondait un nombre considérable d'abbayes en Alsace et en Lorraine, afin de renforcer le christianisme dans les régions. Aussi les fondations d'abbayes étaient-elles très dynamiques. L'évêché de Strasbourg fut agrandi par un évêque originaire de la Suisse, nommé Ratbert. Ce dernier octroya à l'évêque Remi son monastère de Schönenwerd fondé par lui-même, mais pour le rétablir,.
Puis, l'évêque Remi rédigea son testament par lequel il consacra et octroya l'île d'Eschau et l'abbaye ainsi que Schönenwerd, à Notre-Dame et à l'église épiscopale de Strasbourg. Ce testament fut retrouvé dans les archives de Saverne, et avait été daté de Strasbourg des Ides du mois de Mars la X, à savoir la 10e année du règne de Charlemagne (778). Il avait été souscrit par non seulement lui-même mais également quatre autres évêques et un certain nombre de témoins.
Il mourut le 20 mars 783 à Strasbourg. Selon sa volonté, il fut inhumé le 18 mai dans l'église Saint-Trophime d'Eschau de laquelle il était le fondateur. En fait, il  y avait fait construire son tombeau auparavant.